# Getaria
Getaria é um município da Espanha na província de Guipúscoa, comunidade autónoma do País Basco, de área 10,6 km² com população de 2547 habitantes (2004) e densidade populacional de 236,35 hab/km².
É uma povoação marinha de rasgos medievais assomada ao mar. É famosa, entre outras coisas, pelo seu rato, um monte cuja silhueta recorda este animal e também pelo txakolí (Chacolí em castelhano), um vinho jovem e ligeiro.

## Demografia
| Variação demográfica do município entre 1991 e 2004 | Variação demográfica do município entre 1991 e 2004 | Variação demográfica do município entre 1991 e 2004 | Variação demográfica do município entre 1991 e 2004 |
| --------------------------------------------------- | --------------------------------------------------- | --------------------------------------------------- | --------------------------------------------------- |
| 1991                                                | 1996                                                | 2001                                                | 2004                                                |
| 2349                                                | 2397                                                | 2406                                                | 2510                                                |

## Ilustres de Getaria
- Juan Sebastián Elcano nasceu em Getaria, em 1476.
- O estilista Cristóbal Balenciaga nasceu em Gentaria, em 1895.